# Where We Started
Where We Started è il sesto album in studio del cantante statunitense Thomas Rhett, pubblicato nel 2022.

## Tracce
1. The Hill – 2:46
2. Church Boots – 2:57
3. Bass Pro Hat – 2:56
4. Anything Cold – 2:46
5. Angels – 3:34
6. Half of Me (feat. Riley Green) – 3:03
7. Bring the Bar – 3:29
8. Paradise – 3:08
9. Death Row (feat. Tyler Hubbard e Russell Dickerson) – 3:51
10. Mama's Front Door – 2:42
11. Slow Down Summer – 3:37
12. Simple as a Song – 3:21
13. Us Someday – 2:23
14. Somebody Like Me – 2:49
15. Where We Started (con Katy Perry) – 3:04